# 郑剑豪
郑剑豪（1964年11月30日—），日本华人实业家，剑豪集团株式会社董事长。日本剑豪基金主席。一般社团法人日本中国商会（JCCC）会长。日本宁波商会会长。

## 生平
祖籍浙江鄞县，郑氏十七房之后。1964年11月30日生于浙江宁波市。1982年，考入北京第二外国语学院，曾任校学生会主席，1986年毕业获得学士学位。1986年，赴日本留学，获得神户大学法学本科学位。再赴北京大学光华管理学院获得EMBA学位。
在日本白手起家，1993年创立剑豪集团株式会社，任主席。又任东西南北基金会主席。2014年4月，斥资20亿日元，收购美国宝洁公司位于日本神户的亚洲总部大厦。2015年8月，并购日本MHG公司。